# تولانسینگو
تولانسینگو (به اسپانیایی: ۱۳۳٬۳۸۰) از شهرهای کشور مکزیک است که در ایالت ایالت هیدالگو قرار دارد و جمعیت آن طبق سرشماری سال ۲۰۱۰ میلادی هیدالگو نفر بوده است.